# Vriesea correia-araujoi
Vriesea correia-araujoi là một loài thuộc chi Vriesea. Đây là loài đặc hữu của Brasil.